# Estrada da Birmânia (Israel)

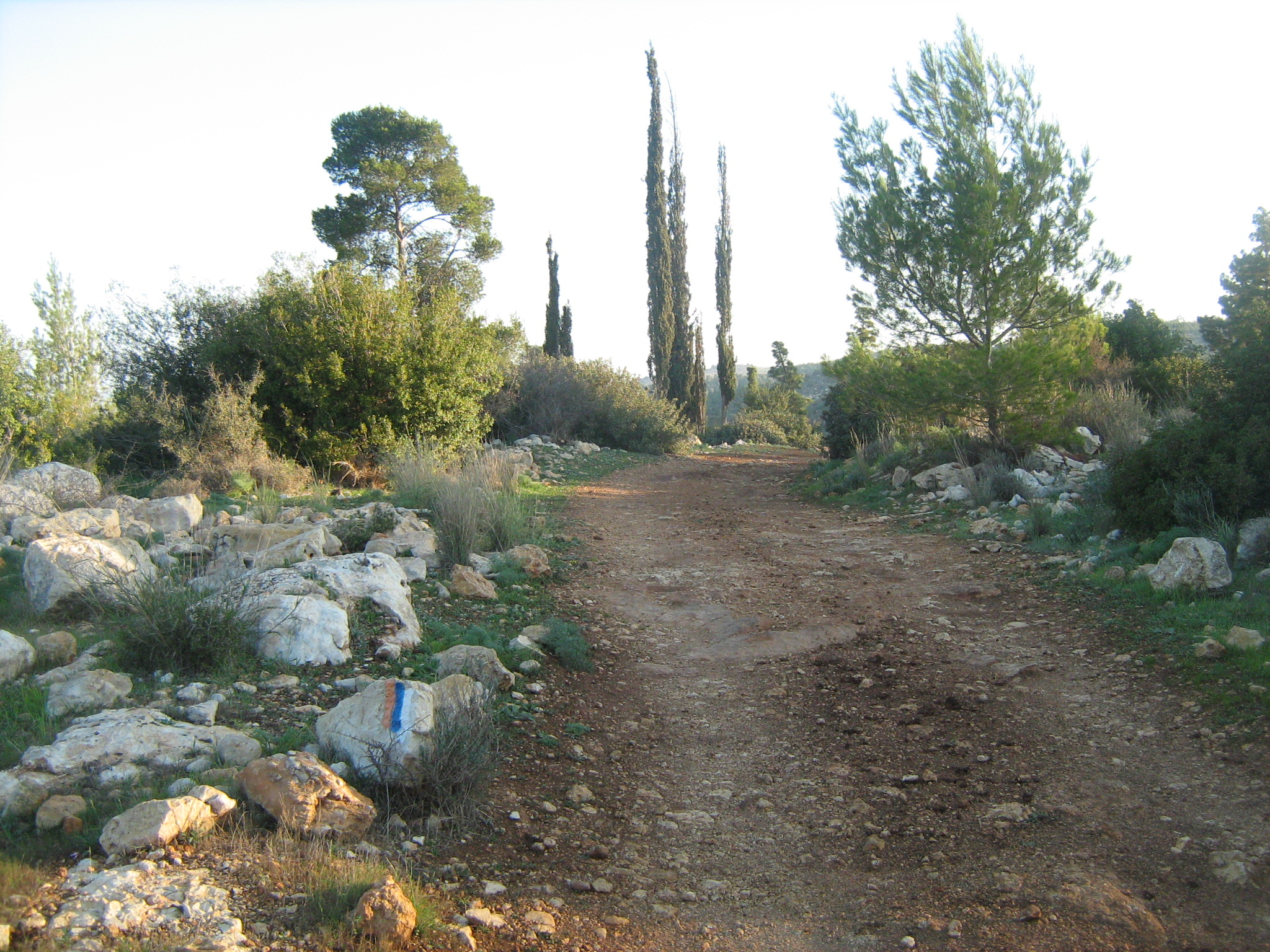
A Estrada da Birmânia hoje

A Estrada da Birmânia israelense foi uma rota de desvio improvisado entre a vizinhança do kibutz Hulda e Jerusalém. Foi construída por forças israelenses lideradas pelo general Mickey Marcus durante o Cerco a Jerusalém de 1948. O nome foi inspirado pela Estrada da Birmânia que ia China adentro.